# Eriosema flemingioides
Eriosema flemingioides är en ärtväxtart som beskrevs av John Gilbert Baker. Eriosema flemingioides ingår i släktet Eriosema och familjen ärtväxter. Inga underarter finns listade i Catalogue of Life.